# Olga Nyikolajevna Larionova
Olga Nyikolajevna Larionova Ольга Николаевна Ларионова (írói álnév, eredeti családneve: Tideman, Тидема́н) (Leningrád, 1935. március 17. – 2023. október 8.) szovjet-orosz tudományos-fantasztikus írónő.

## Élete
A Leningrádi Egyetem fizika tanszékén végzett, ezután mint mérnök dolgozott a Kohászati és Hegesztési Központi Kutatóintézetben. Első munkája, a Киска 1964-ben jelent meg. A következő évben adták ki híres regényét, a Леопард с вершины Килиманджаро-t. 1971-ben jelent meg az Остров мужества című gyűjtemény, amely több éves alkotómunka novellatermését tartalmazta. Ezután, az 1980-as évek elejéig csak dolyóiratokban publikált. 1981-ben jelent meg a Сказка королей című második szerzői antológiája, 1983-ban pedig a Молодой гвардии című kiadvány hagyta el a nyomdát. 1985-ben jelent meg a Соната моряcímű regénye, egy trilógia első darabja. E regénye 1987-ben Aelita-díjat kapott. A teljes trilógia 1991-ben jelent meg. Ugyanebben az évben került az olvasók elé Формула контакта című antológiája is. A trilógia után Larionova űroperát kezdett írni, a Чакра Кентавра történetet. Maga a történet először egy irodalmi vicc, illetve paródia volt, Larionova csak később dolgozta fel komolyabb formában. A történet folytatása 1996-ban jelent meg Делла-Уэлла címen, a történet később egy kötetben Венценосный Крэг címen jelent meg.

## Munkái

### Regények
- Знаки зодиака. (1983)
- Лабиринт для троглодитов. (1991)
- Остров мужества. (1971)
- Сказка королей. (1981)
- Соната моря. (1985)
- Формула контакта. (1991)
- Чакра кентавра. (1988)
- Чакра кентавра. (1989)

### Sorozatok
Венценосный Крэг
1. Чакра Кентавра [= Звездочка-во-лбу] (1988)
2. Делла-Уэлла (1996)
3. Евангелие от Крэга (1998)
4. Лунный нетопырь (2005)

Лабиринт для троглодитов
1. Соната моря (1985)
2. Клетчатый тапир (1989)
3. Лабиринт для троглодитов (1991)

Знаки зодиака
1. Сказка королей (1976)
2. Солнце входит в знак Близнецов [= Страницы альбома] (1979)
3. Соната ужа (1979)
4. Солнце входит в знак Девы (1981)
5. Солнце входит в знак Водолея (1981)
6. Соната звёзд. Аллегро (1981)
7. Соната звёзд. Анданте (1981)
8. Сотворение миров (1983)
9. Перун (1990)

### Önálló regények
- Леопард з вершини Кіліманджаро (1965)

### Novelláskötetek
- Вахта «Арамиса» (1966)
- Вернись за своим Стором [= Перебежчик] (1967)
- Выбор (1979)
- Где королевская охота (1977)
- Двойная фамилия (1972)
- Делла-Уэлла (1996)
- Декапарсек [ТиН,3] (1982)
- Дотянуть до океана (1977)
- Картель (1981)
- Киска (1964)
- Клетчатый тапир (1989)
- Кольцо Фэрнсуортов (1976)
- Короткий деловой визит (1990)
- Лабиринт для троглодитов (1991)
- Лгать до полуночи (1991)
- Летающие кочевники (1968)
- Ломаный грошъ (1986)
- На этом самом месте (1967)
- Не кричи: люди! (2001)
- Ненастоящему (1981)
- Обвинение (1969)
- Остров мужества (1968)
- Перун (1990)
- Планета туманов (1967)
- Планета, которая ничего не может дать (1967)
- Подсадная утка (1976)
- Поздравление (1979)
- Пока ты работала [= Ромашка] (1965)
- Развод по-марсиански (1967)
- Сказка королей (1976)
- Солнце входит в знак Близнецов [= Страницы альбома] (1979)
- Солнце входит в знак Водолея (1981)
- Солнце входит в знак Девы (1981)
- Сон в летний день (1988)
- Соната звёзд. Аллегро (1981)
- Соната звёзд. Анданте (1981)
- Соната моря (1985)
- Соната ужа (1979)
- Сотворение миров (1983)
- Утеряно в будущем (1966)
- У моря, где край земли (1968)
- Формула контакта [= Сказание о Райгардасе] (1991)
- «Щелкунчик» (1978)
- Чакра Кентавра [= Звездочка-во-лбу] (1988)
- Чёрная вода у лесопилки (1976)
- Эта чертова метелка (1969)

## Magyarul megjelent művei
- A vád (novella, Galaktika 10., 1974)
- Válás Mars módra (novella, Galaktika 14., 1975; utánközlés: Metagalaktika 1., 1978)
- Az igazi? (novella, Ház kísértettel című antológia, WORLD SF, 1988)

## Külső hivatkozások
- Munkáinak bibliográfiája az ISFDB oldalon

## Fordítás
- Ez a szócikk részben vagy egészben  a(z)   Ларионова, Ольга Николаевна című orosz Wikipédia-szócikk ezen változatának fordításán alapul.  Az eredeti cikk szerkesztőit annak laptörténete sorolja fel. Ez a jelzés csupán a megfogalmazás eredetét és a szerzői jogokat jelzi, nem szolgál a cikkben szereplő információk forrásmegjelöléseként.